# بخش مرکزی شهرستان گرمه
بخش مرکزی شهرستان گرمه یکی از بخش‌های شهرستان گرمه در استان خراسان شمالی ایران است.بخشدار این بخش علی مقیمی است.

## جمعیت
براساس سرشماری مرکز آمار ایران در سال ۱۳۹۰، جمعیت بخش مرکزی شهرستان گرمه ۲۴۵۹۹ نفر بوده‌است.

## تقسیمات کشوری
بخش مرکزی شهرستان گرمه از دو دهستان تشکیل شده‌است:
- دهستان گلستان
- دهستان بالادشت